# Řecká vlajka

Řecká vlajka
Poměr stran: 2:3

Vlajka Řecka je tvořena listem o poměru stran 2:3 s devíti vodorovnými pruhy, pěti modrými a mezi nimi čtyřmi bílými. V modrém karé v horním rohu (zabírajícím šířku pěti pruhů) je bílý středový kříž.
Při vzniku protitureckého povstání v roce 1821 byla vztyčena modrá vlajka s bílým středovým křížem jako protisymbol osmanského půlměsíce. Kříž však byl později přemístěn do levého horního čtverce vlajky a byly přidány pruhy. V této podobě byla vlajka oficiálně přijata v březnu 1822. 
Má symbolizovat „boží moudrost, svobodu a zemi“. Počet pruhů zřejmě připomíná revoluční motto Svoboda, nebo smrt (Eleftheria i thanatos, Ελευθερία ή Θάνατος), které má v řečtině devět slabik (podle jiných výkladů také devět pruhů na Achillově štítě, devět múz nebo devět let války za svobodu vlasti 1821–1830).
Modrá barva je symbolem moře a bezoblačné jižní oblohy, která vnukla řeckým vlastencům ideu povstat. Bílá připomíná čistotu jejich záměrů v boji za svobodu a nezávislost. Kříž ve čtverci je odkazem na víru a řeckou zbožnost. Odstín modré barvy se často měnil. Při nástupu bavorského prince Oty I. z rodu Wittelsbachů na řecký trůn roku 1832 se však zdůraznila světle modrá, která je, spolu s bílou, barvou Bavorska. Bílý středový kříž v modrém poli se až do roku 1970 používal jako národní vlajka na území Řecka, zatímco na moři, v řeckých přístavech a v zahraničí se užívala vlajka s pruhy. Ta se stala v letech 1970–1975 jedinou řeckou vlajkou, přičemž byl zaveden tmavý odstín modré barvy. V letech 1975–1978 došlo k restaurování modré vlajky s bílým křížem pro všechny účely, v praxi se však na lodích i nadále používala vlajka s pruhy. K té se nakonec vrátil zákon z roku 1978, podle kterého je tato vlajka všeobecně platná, její modrá barva je však světlá.

## Galerie

Rozměry řecké vlajky
Vertikální zavěšení řecké vlajky
Vlajka řeckého prezidenta Poměr stran: 1:1
Řecká lodní vlajka (Naval Jack) Poměr stran: 1:1
Vlajka Řeckého království (1822–1969, 1975–1978) Poměr stran: 2:3
Státní vlajka Řeckého království (1863–1924, 1935–1973)
Řecká vlajka používaná v roce 1769 v době povstání a v roce 1821 v době revoluce Poměr stran: 2:3